# اسنز، نیدرزاکسن
شهر اسنز، نیدرزاکسن در ایالت نیدرزاکسن در کشور آلمان واقع شده است.

## نگارخانه

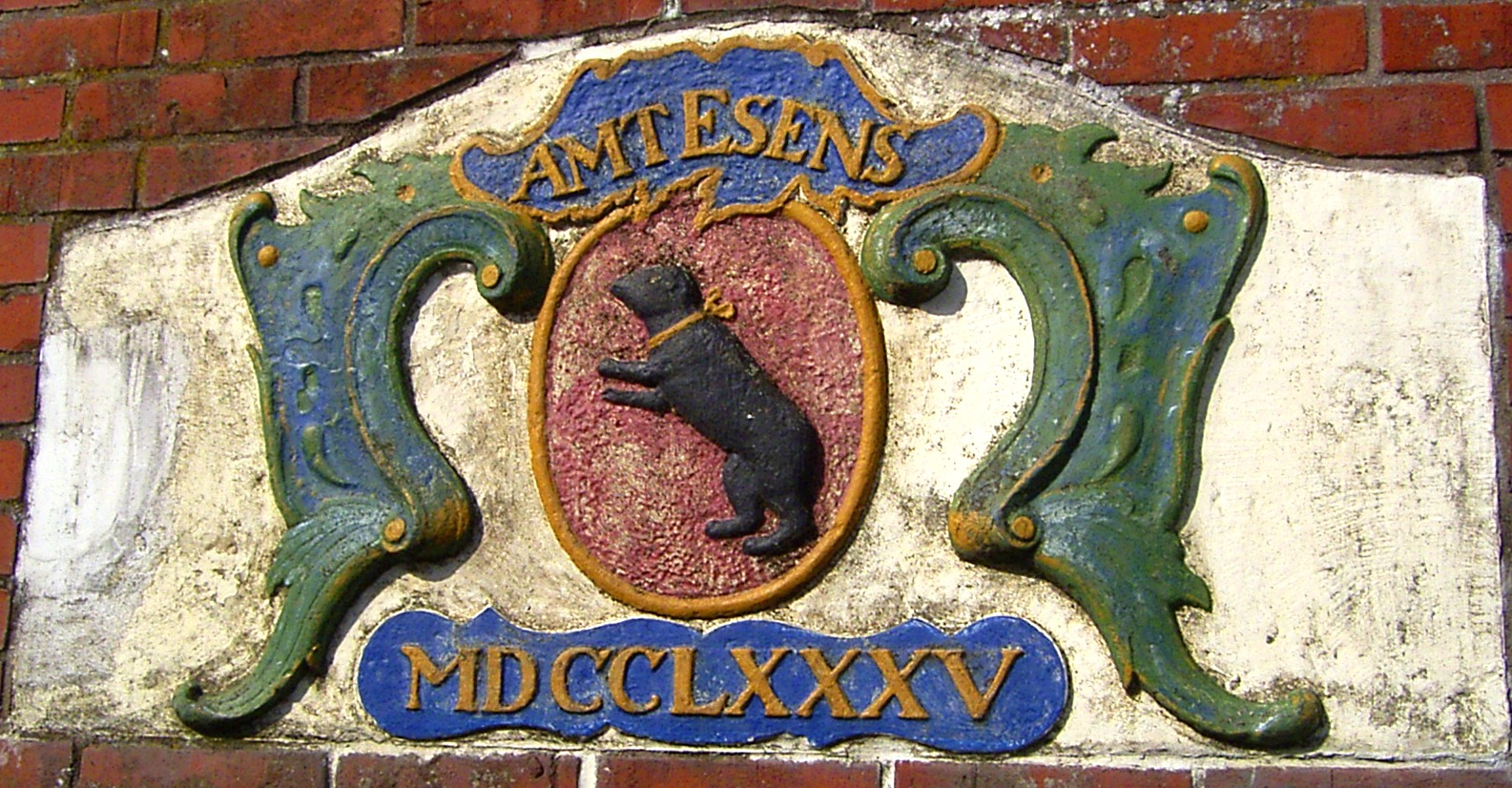
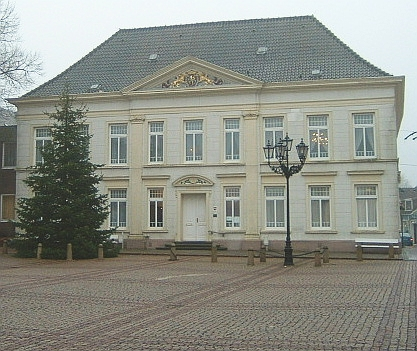
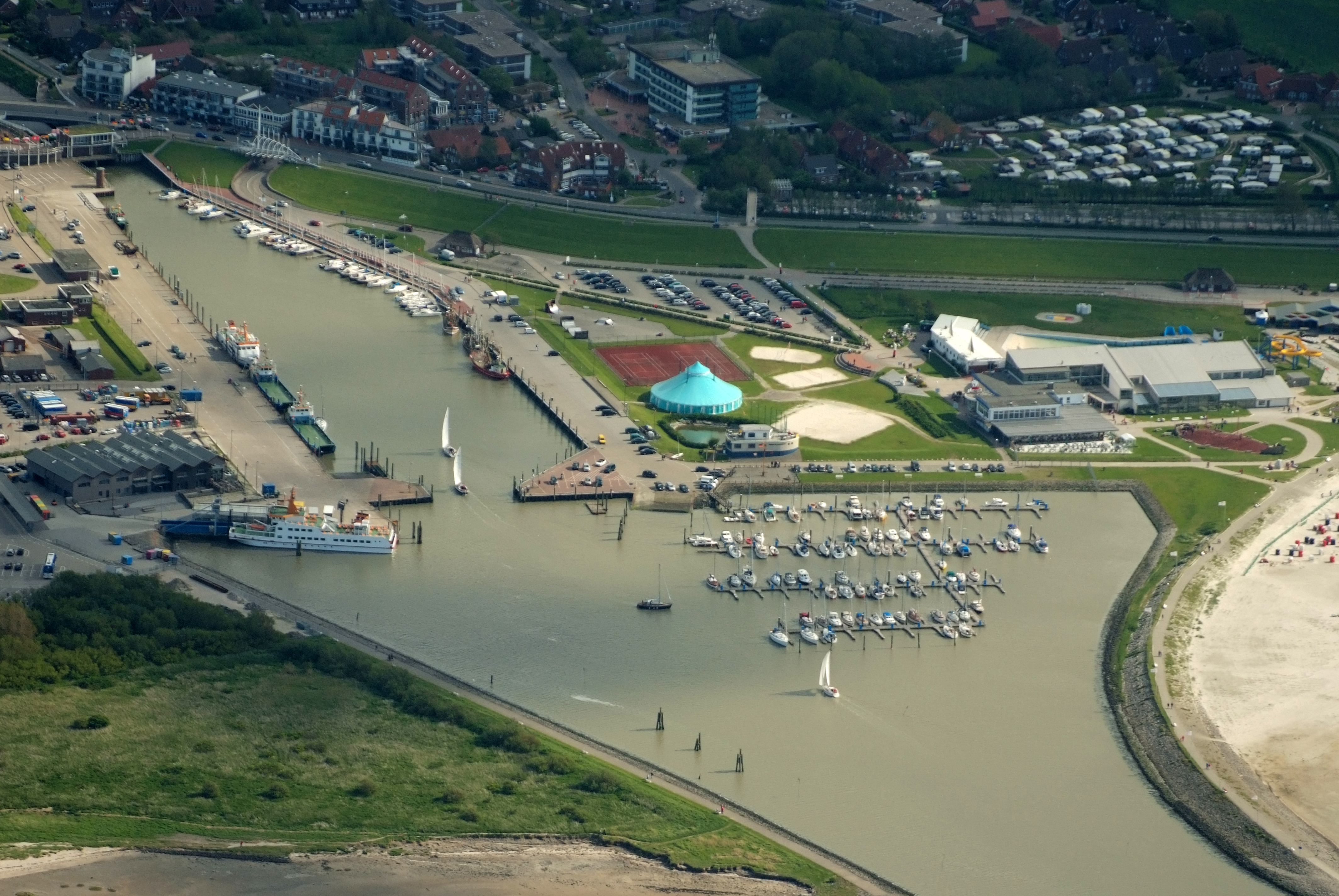